# Herzblumen
Die Herzblumen (Dicentra) sind eine Pflanzengattung in der Unterfamilie  der Erdrauchgewächse (Fumarioideae). Diese Gattung hat ihren deutschsprachigen Trivialnamen Herzblumen von der charakteristischen Blütenform. Viele Arten werden als Zierpflanzen in Parks und Gärten verwendet.

## Beschreibung

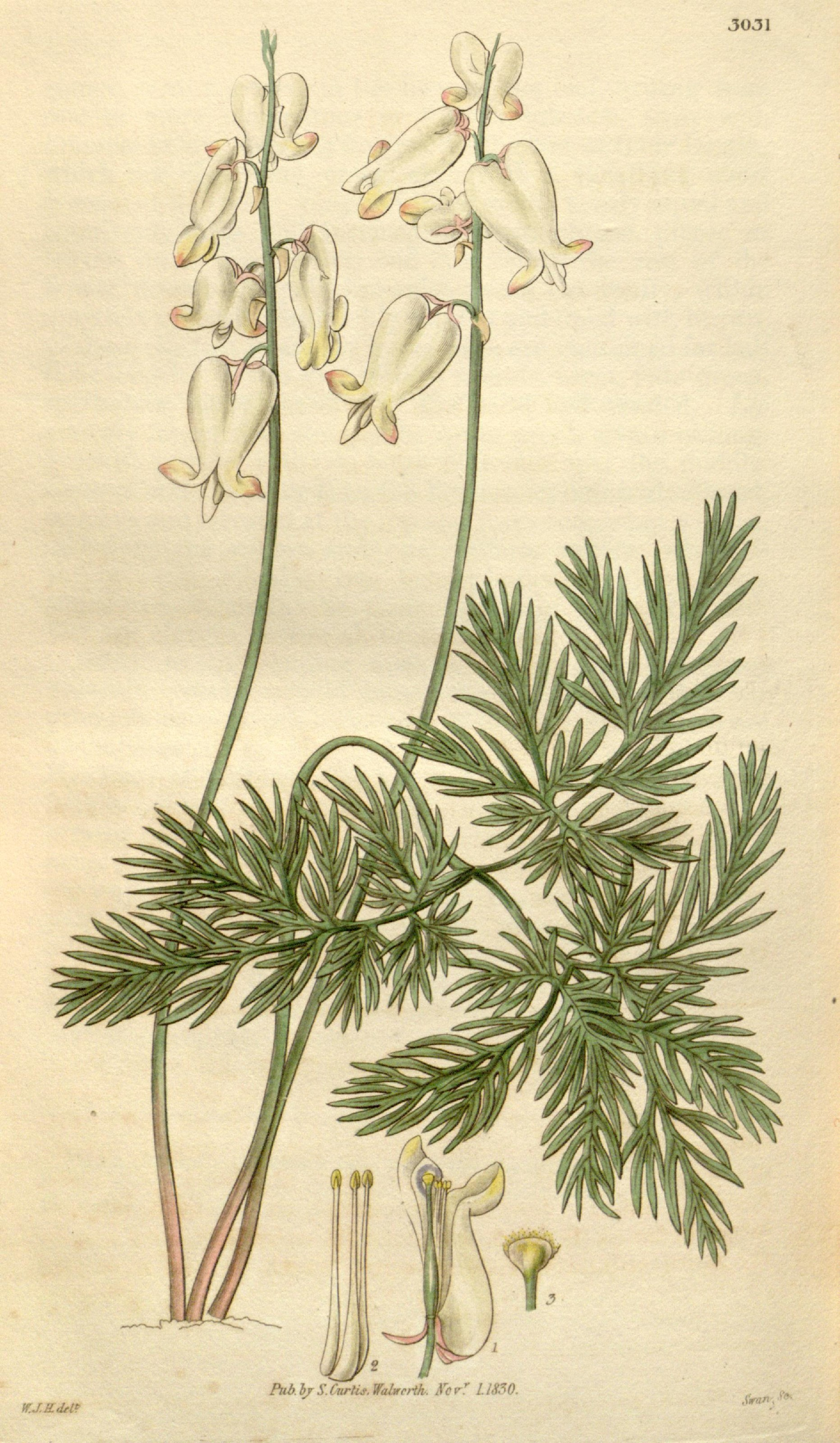
Illustration aus Curtis's Botanical Magazine der Kanadischen Herzblume (Dicentra canadensis)

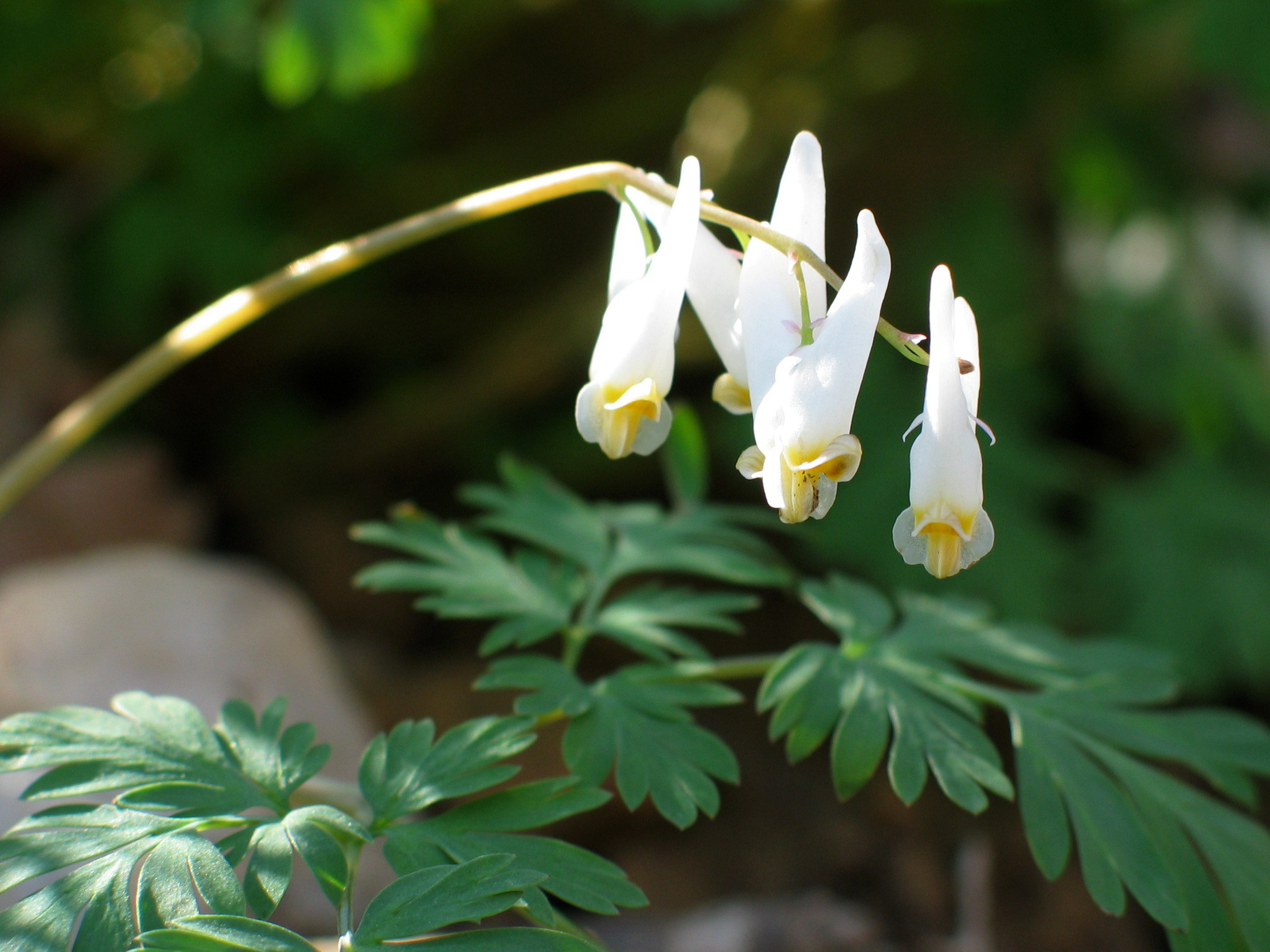
Kapuzen-Herzblume (Dicentra cucullaria)

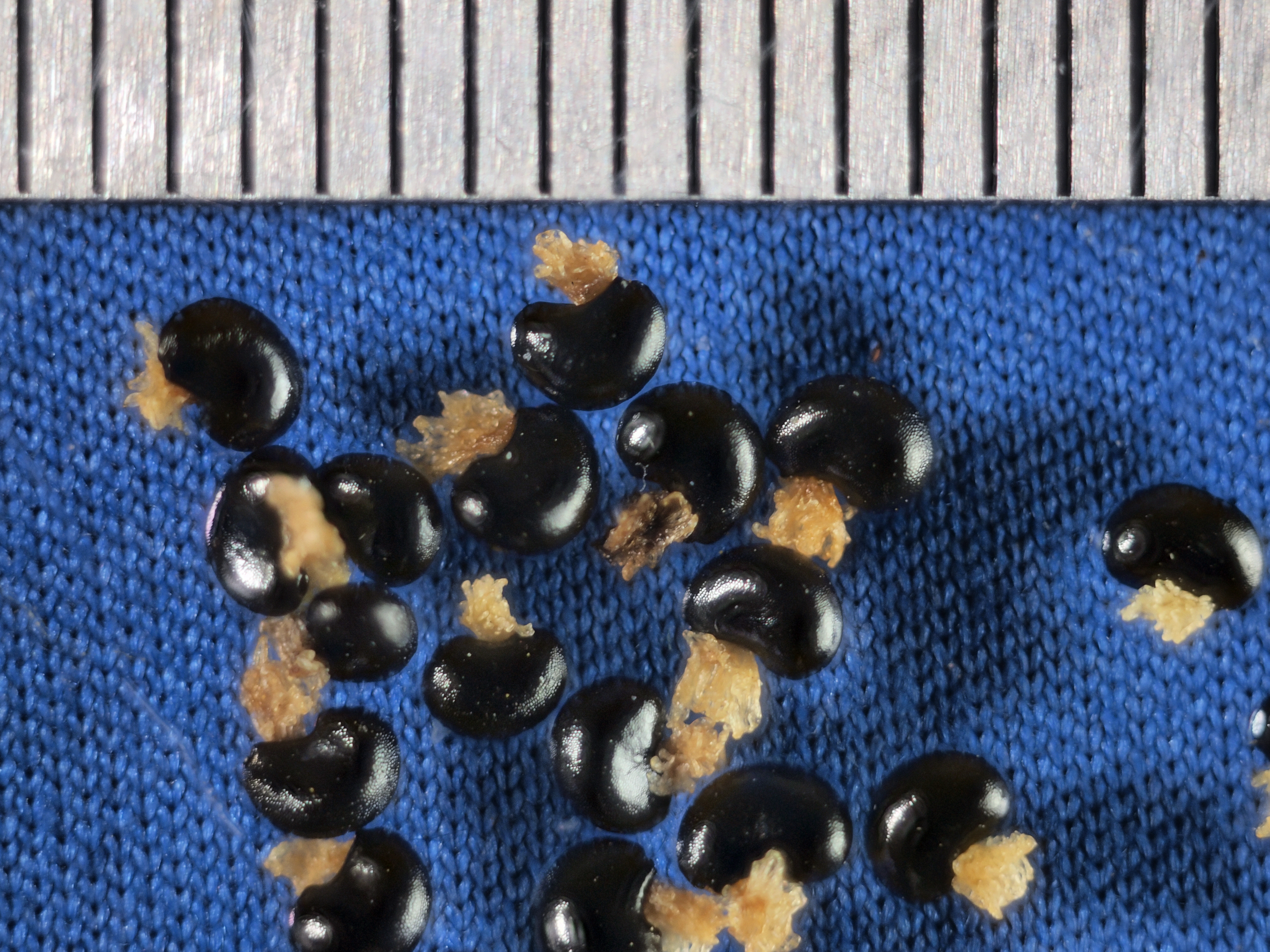
Samen mit Elaiosom von Dicentra formosa subsp. oregana

### Vegetative Merkmale
Herzblumen-Arten sind einjährige oder ausdauernde, krautige Pflanzen. Die Sprossachse steht wenn vorhanden aufrecht und ist einfach oder verzweigt; bei ausgewachsenen Pflanzenexemplaren ist sie hohl. Manchmal fehlt die Sprossachse ganz und es gibt nur grundständige Laubblätter, der Blütenstand steht dann an einem blattlosen Blütenstandsschaft.
Die Wurzeln sind Pfahlwurzeln. Viele Arten bilden Knollen, Zwiebeln oder Rhizome als Überdauerungsorgane.
Die Laubblätter sind grundständig oder sitzen am Stängel. Die zusammengesetzten Blattspreiten bestehen aus zwei bis vier Ordnungen von Blattfiedern oder -lappen. Die Blattränder sind ganzrandig, gekerbt oder gesägt. Die Blattoberfläche ist kahl und manchmal graugrün, bereift.

### Generative Merkmale
Die Blütenstände können achselständig, den Blättern gegenüber oder endständig stehen. Die thyrsoiden, rispenartigen oder schirmrispigen Blütenstände enthalten nur eine oder bis zu viele Blüten.
Die zwittrigen Blüten sind zu beiden senkrechten Symmetrieebenen achsensymmetrisch. Die Kelchblätter fallen in einem frühen Stadium der Anthese ab. Die Krone ist herzförmig und in der Silhouette verlängert. Die Kronblätter sind verbunden oder nur an der Basis verwachsen. Sie sind nicht porös. Die äußeren Kronblätter sind beide geschwollen oder basal gespornt. Die Spitzen sind bei fast allen Arten gekielt. Die Inneren sind bogen-, löffel- oder pfeilförmig, ihre zugespitzten basalen Enden sind linealisch oder lanzettlich.
Die Staubblätter stehen in Bündeln oder Kreisen. Der jeweils mittlere Staubfaden trägt dabei nektarbildendes Gewebe, er ist häufig umgebogen und zeigt auf die geschwollene Basis des gegenüberliegenden äußeren Kronblatts. Der oberständige Fruchtknoten ist breit- oder verkehrt-eiförmig bis schmal zylindrisch. Die Narbe ist persistent mit zwei Lappen oder Hörnen, seltener mit zwei lateralen Papillen.
Die Kapselfrüchte sind aufreißend oder nicht, mit zwei Klappen. Sie sind viel- oder wenigsamig. Elaiosome bei den Samen sind für gewöhnlich vorhanden.
Die Chromosomengrundzahl beträgt x = 8.

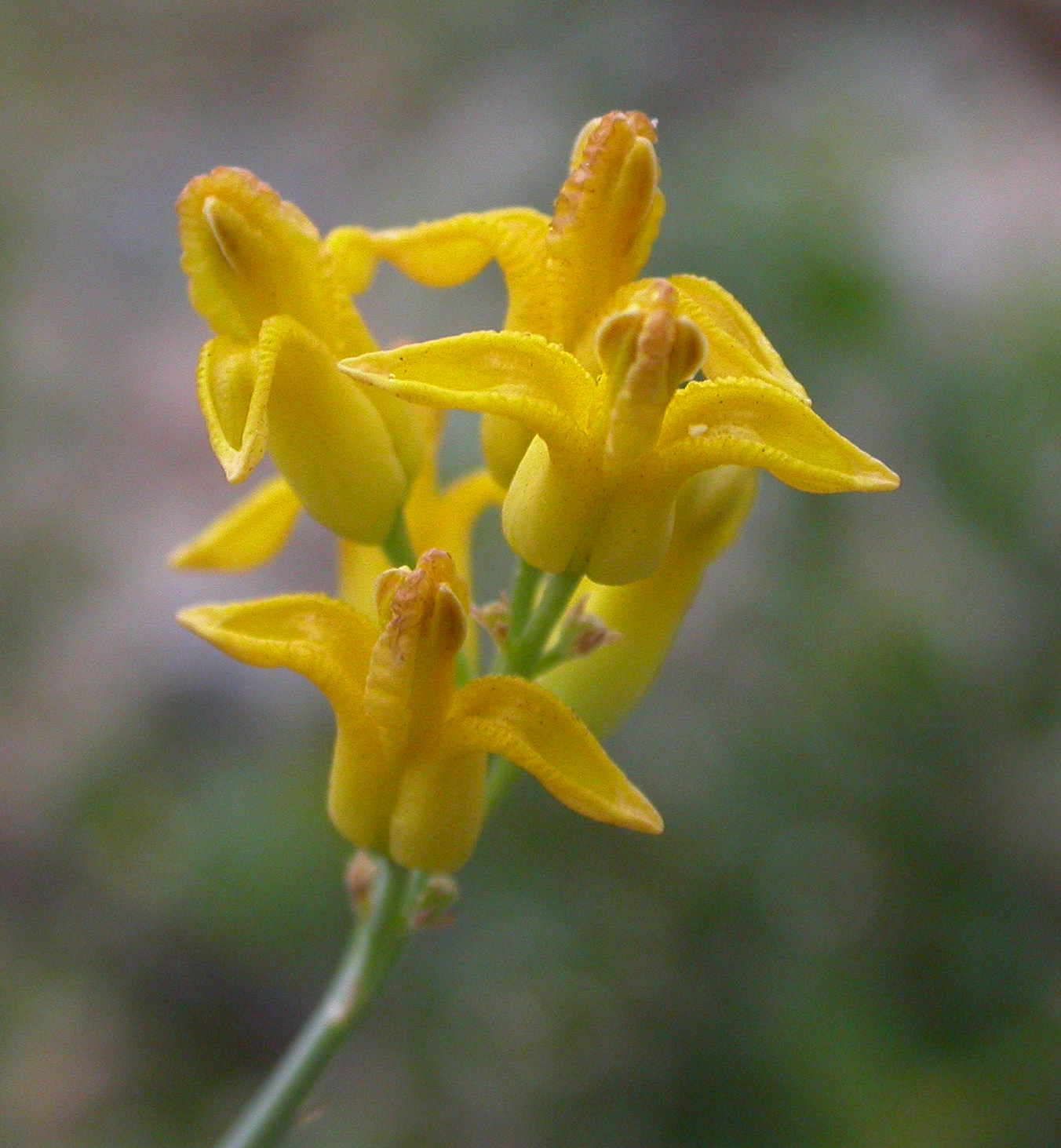
Goldgelbe Herzblume (Ehrendorferia chrysantha, Syn.: Dicentra chrysantha)

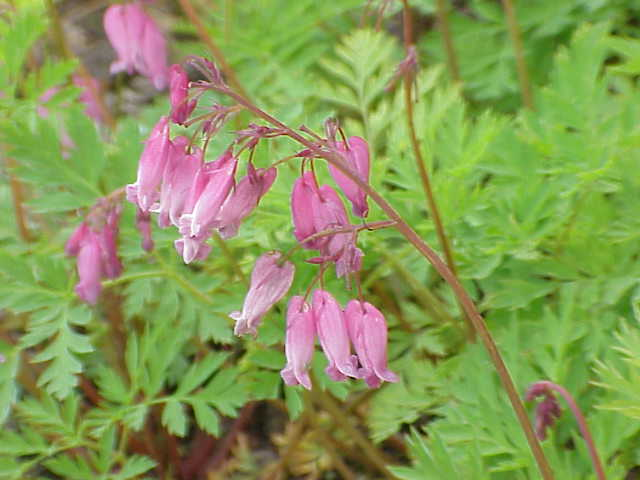
Zwerg-Herzblume (Dicentra eximia)

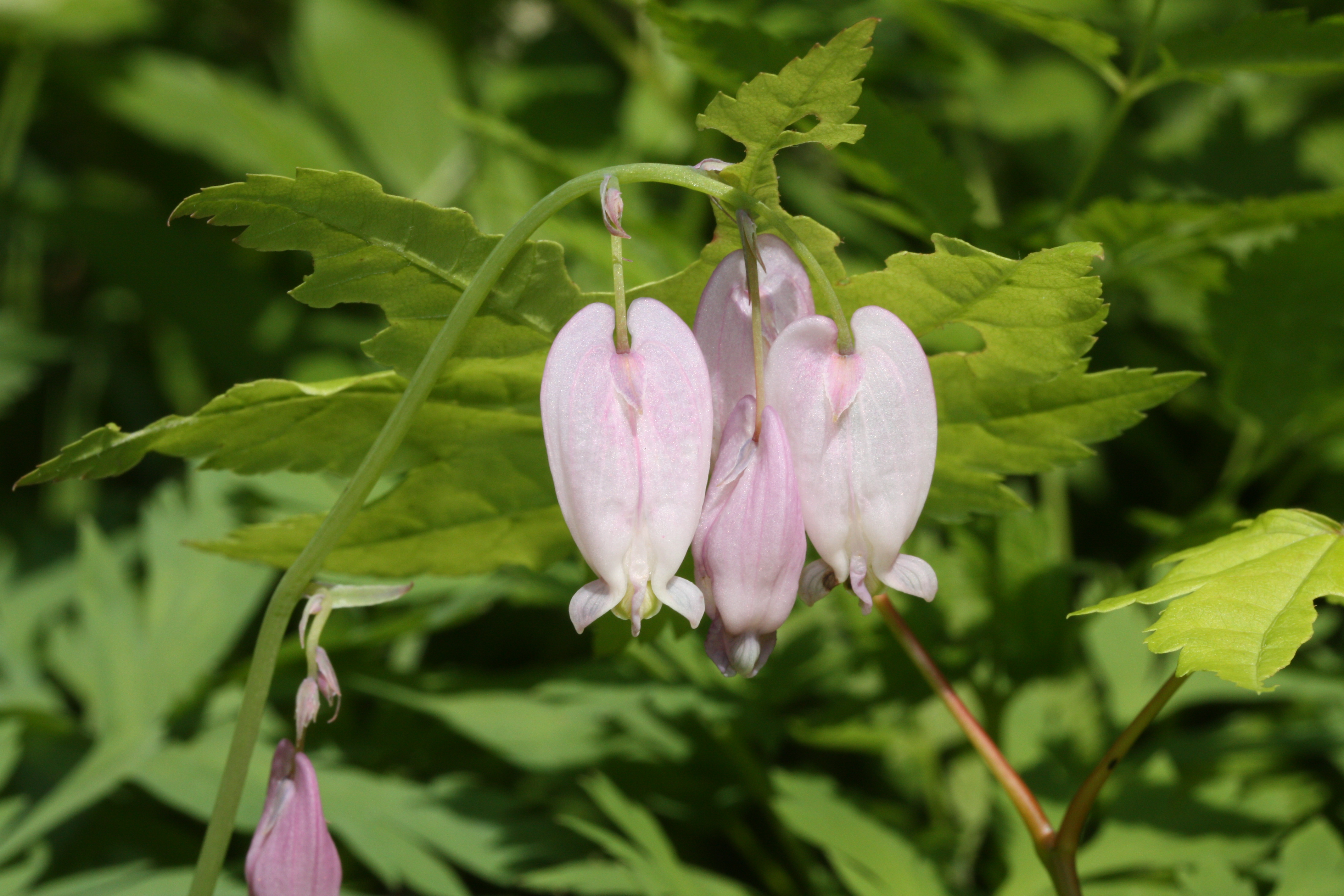
Amerikanische Herzblume (Dicentra formosa)

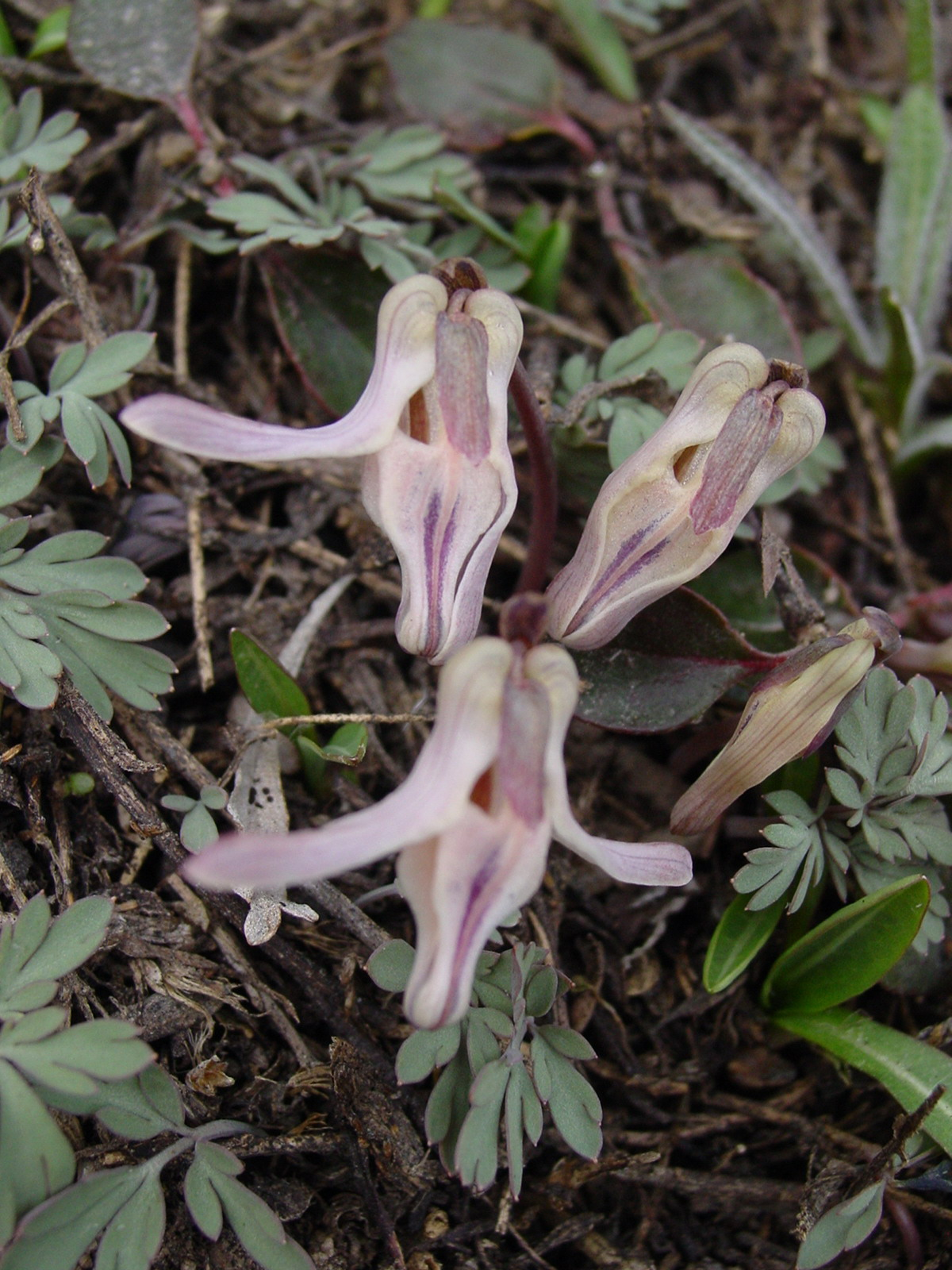
Dicentra uniflora

## Systematik und Verbreitung
Die Gattung Dicentra wurde 1833 durch Johann Jakob Bernhardi in Linnaea, Band 8, S. 457, 468 aufgestellt. Typusart ist Dicentra cucullaria (L.) Bernh. Der botanische Gattungsname Dicentra ist vom griechischen Wort δικεντρόω, dikentros für „zweispornig“ abgeleitet und bezieht sich auf die zwei äußeren, gespornten Kelchblätter.
Die Gattung Dicentra ist in den gemäßigten Gebieten Nordamerikas und Ostasiens verbreitet. Durch die Verwendung vieler Arten als Zierpflanzen existieren viele neophytische Vorkommen, beispielsweise in Europa.
Zur Gattung Dicentra zählen je nach Autor etwa zwölf oder weniger Arten. Die Gattung Dicentra ist schwer von der nah verwandten Gattung Dactylicapnos abzugrenzen, und viele Arten wurden erst nach 2000 aus Dicentra ausgegliedert und in die Gattung Dactylicapnos gestellt. Bereits 1997 wurde das Tränende Herz (Lamprocapnos spectabilis) als eigene Gattung ausgegliedert. Auch die Arten der neuen Gattung Ehrendorferia, Ehrendorferia chrysantha und Ehrendorferia ochroleuca Fukuhara, wurden vorher zur Gattung Dicentra gerechnet.
Die Arten der Gattung Dicentra sind:
- Kanadische Herzblume[4] (Dicentra canadensis (Goldie) Walp.): Sie ist im östlichen Kanada und in den östlichen bis zentralen USA verbreitet.[5]
- Goldgelbe Herzblume[4] (Dicentra chrysantha (Hook. & Arn.) Walp.): Bei manchen Autoren gilt sie als Ehrendorferia chrysantha (Hook. & Arn.) Rylander: Sie gedeiht in Höhenlagen von 100 bis 2200 Metern in Kalifornien und im mexikanischen Bundesstaat Baja California.[5]
- Kapuzen-Herzblume[4] (Dicentra cucullaria (L.) Bernh.): Sie ist in Kanada und in den USA verbreitet.[5]
- Zwerg-Herzblume (Dicentra eximia (Ker Gawl.) Torr.): Sie gedeiht in Höhenlagen von 100 bis 1700 Metern in den östlichen US-Bundesstaaten nördliches New Jersey, Pennsylvania, West Virginia, Maryland, westliches North Carolina, Tennessee sowie westliches Virginia.[5] In Schottland ist sie ein Neophyt.[6]
- Amerikanische Herzblume oder Pazifische Herzblume[4] (Dicentra formosa (Haw.) Walp.): Es gibt etwa zwei Unterarten im westlichen Nordamerika:[5]
  - Dicentra formosa (Haw.) Walp. subsp. formosa: Sie gedeiht in Höhenlagen von 0 bis 2250 Metern von British Columbia über Washington sowie Oregon bis Kalifornien. Beispielsweise in Europa (Großbritannien, Dänemark, Niederlande) ist sie ein Neophyt.[6]
  - Dicentra formosa subsp. oregana (Eastwood) Munz (Syn.: Dicentra oregana Eastwood): Dieser Endemit gedeiht in Höhenlagen von 500 bis 2000 Metern in Kalifornien nur im Del Norte County sowie Siskiyou County und in Oregon nur im Curry County sowie Josephine County.[5]
- Großblütige Herzblume[4] (Dicentra macrantha Oliv.): Sie gilt auch als Ichtyoselmis macrantha (Oliv.) Lidén als die einzige Art der Gattung Ichtyoselmis. Sie kommt im nördlichen Myanmar und in den chinesischen Provinzen Guizhou, Hubei (nur Jianshi), südliches Sichuan, nordöstliches sowie nordwestliches Yunnan vor.[7]
- Dicentra nevadensis Eastw.: Dieser gefährdete Endemit gedeiht auf hochgelegenen Wiesen in steinigen Böden in Höhenlagen von 2100 bis 3300 Metern nur im Tulare County in Kalifornien.[5]
- Dicentra ochroleuca Engelm.: Bei manchen Autoren gilt sie als Ehrendorferia ochroleuca(Engelm.) Fukuhara. Sie gedeiht in Höhenlagen von 15 bis 2200 Metern in Kalifornien.[5]
- Dicentra pauciflora S.Watson: Sie gedeiht in Höhenlagen von 1200 bis 2700 Metern in den westlichen US-Bundesstaaten Oregon sowie Kalifornien.[5]
- Fernöstliche Herzblume[4] (Dicentra peregrina (Rudolph) Makino): Sie kommt in Ostasien im Amurgebiet, Sachalin, auf der Tschuktschen-Halbinsel, in Kamtschatka sowie in Japan vor.
- Dicentra uniflora Kellogg: Sie gedeiht in Höhenlagen von 1500 bis 2200, selten bis zu 3300 Metern im westlichen Nordamerika von British Columbia bis Kalifornien.[5]
- Dicentra ventii Khánh: Sie kommt in Indien vor.

## Nutzung und Inhaltsstoffe
Fast alle Arten der Gattung werden als Zierpflanzen verwendet.
Die meisten Erdrauchgewächse (Fumarioideae) enthalten große Mengen an Isochinolin-Alkaloiden. Bei den Herzblumen finden sich über 35 verschiedene Verbindungen dieser Stoffgruppe. Einige Arten wurden aus diesem Grund medizinisch verwendet. Aus den Zwiebeln der Kanadischen Herzblume (Dicentra canadensis) und der Kapuzen-Herzblume (Dicentra cucullaria) wurden zum Beispiel in der Vergangenheit Salben gegen verschiedene Hautkrankheiten zubereitet.
Vieh scheint Herzblumen zu meiden und frisst sie nur, falls gar kein anderes Futter vorhanden ist.